# تلاش برای ترور شهردار شیرائوی
تلاش برای ترور شهردار شیرائوی (انگلیسی: Attempted assassination of the Mayor of Shiraoi) در ۸ مارس ۱۹۷۴، یک مرد ۲۲ ساله ژاپنی اهل هیروشیما به نام یاگی تاتسومی وارد دفتر آساری گیچی (浅利義市)، شهردار ژاپنی شیرائوی، هوکایدو در استان هوکایدو، و او را با چاقو در گردن زد. بر اساس بیانیه ای که تاتسومی قبل از چاقوکشی خوانده بود، تلاش برای ترور در اعتراض به استثمار و کالایی سازی مردم آینو (قوم آینو (ژاپن)) در هوکایدو انجام شد. این حادثه بخشی از یک رشته اقدامات خشونت‌آمیز ضد ژاپنی بود که توسط گروه‌های طرفدار آینو مانند جبهه مسلح ضد ژاپن آسیای شرقی انجام شد.